# أبو إبراهيم أحمد بن محمد بن الأغلب

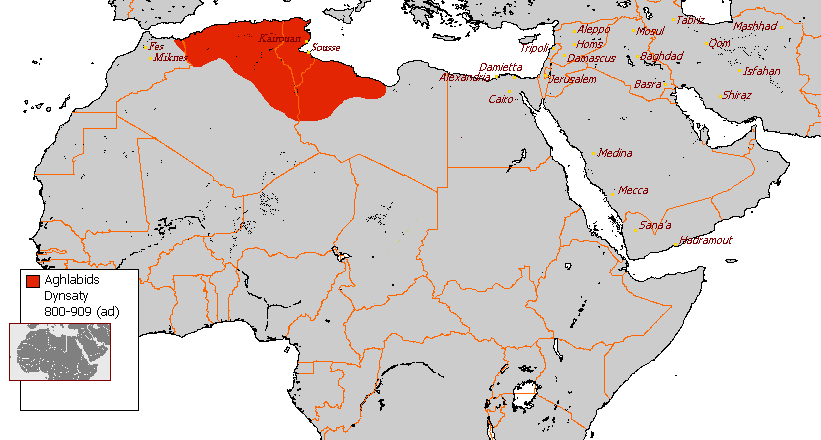
دولة الأغالبة بأوجها

أبو إبراهيم أحمد بن محمد بن الأغلب السعدي التميمي  : ( 242 – 249هـ )،
كان من أفضل بني الأغالبة سمعةً، فقد كان فاضلاً وعادلاً رحيماً بأهل دولته، ولذلك تمتعت البلاد في عهده بالأمان والعدل، الأمر الذي ساعد على إنجاز عدة أعمال إنشائية منها بناء خزان المياه في القيروان وسوسة وإدخال التحسينات على جامع الزيتونة وبناء صور حول مدينة صفاقس. كما قام ببعض الأعمال الجهادية فاستولى على حصن يانة أعظم حصون صقلية، كما قضى على ثوار البربر من الخوارج الصفرية في طرابلس عام 245هـ، ومات سنة 249هـ بعد حكم دام ما يزيد عن سبع سنين، فخلفه أخوه أبو محمد زيادة الله بن محمد .